# Skogastorps gård
Skogastorps gård este o arie protejată (arie specială de conservare — SAC, sit de importanță comunitară — SCI) din Suedia întinsă pe o suprafață de 30,3 ha, integral pe uscat.

## Localizare
Centrul sitului Skogastorps gård este situat la coordonatele 58°14′21″N 13°44′36″E / 58.2392°N 13.7434°E.

## Înființare
Situl Skogastorps gård a fost declarat sit de importanță comunitară în decembrie 1998 pentru a proteja 1 specie de plante. Situl a fost protejat și ca arie specială de conservare în martie 2011.

## Biodiversitate
Situată în ecoregiunea boreală, aria protejată conține 5 habitate naturale: Pajiști carstice calcaroase sau bazofile, de Alysso-Sedion albi, Pajiști uscate seminaturale și facies de acoperire cu tufișuri pe substraturi calcaroase (Festuco-Brometalia) (* situri importante pentru orhidee), Păduri caducifoliate bătrâne naturale hemiboreale fino-scandinave (Quercus, Tilia, Acer, Fraxinus sau Ulmus) bogate în specii epifite, Păduri caducifoliate de mlaștină fino-scandinave, Izvoare petrifiante cu formare de travertin (Cratoneurion).
La baza desemnării sitului se află o specie protejată de  plante: papucul doamnei (Cypripedium calceolus).